# Момци из Џерсија
Момци из Џерсија (енгл. Jersey Boys) је амерички музички драмски филм из 2014. у режији и продукцији Клинта Иствуда, заснован на истоименом мјузиклу из 2004. године награђеном Тони наградом.
Момци из Џерсија је пуштен у САД 20. јуна 2014.  Добио је различите критике од критичара, који су хвалили музичке бројеве, али су критиковали наратив и време извођења, и зарадио је 67 милиона долара широм света.

## Радња
У Белвилу, Њу Џерси, 1951. године, Томи Девито наступа заједно са својим братом Никијем и њиховим пријатељем Ником Масијем. Упознаје 16-годишњег Френкија Кастелучија, бербериновог сина, већ добро познатог у комшилуку по свом певачком гласу. Френки се диви мафијашу породице Ђеновезе, Анђелу „Гипу“ Декарлу, који се лично занима за њега.
Једне ноћи, група покушава да опљачка сеф, због чега их је полиција касније ухапсила. На суду, Френки је пуштен ударцем по зглобу, док је Томи осуђен на шест месеци затвора. Након пуштања на слободу, Томи се поново удружује са групом и додаје Френкија као певача. Френки мења своје професионално име у Френки Вали. На наступу, Френки је опчињен женом по имену Мери Делгадо. Води је на вечеру и убрзо се венчавају.
Групи, која се сада зове "Четири љубавника", потребан је текстописац након што Ники оде. Томијев пријатељ, Џо Пеши, прича му о талентованом кантаутору, Бобу Гаудију, и позива га да чује наступ групе. Гаудио је импресиониран Валијевим вокалом и пристаје да се придружи.
Бенд, који је снимио неколико демо снимака, покушава да привуче интересовање, али има мало успеха. Једног дана, у Њујорку, продуцент Боб Кру им потписује уговор. Међутим, брзо схватају да им то омогућава само да изводе пратеће вокале за друге наступе. Кру каже да група још нема препознатљиву слику или звук. Инспирисани натписом на куглани, бенд је преименован у "Тхе Фоур Сеасонс" и певају нову песму коју је Гаудио написао Круу, који пристаје да је сними.
„Шери” брзо постаје комерцијални успех. Међутим, пре појављивања у емисији Еда Саливана, Валију прилази мафијаш Норман Ваксман, лихвар једне од осталих Пет породица, који тврди да му Томи дугује 150.000 долара. Френки одлази код Декарла, који тражи од Ваксмана да дозволи групи да плати дуг, који се испоставило да је знатно већи. Томи мора да ради за мафијашке сараднике у Лас Вегасу док не буде плаћен. Ник, изнервиран Томијевом неодговорношћу, неумешаним у одлуке групе и никада не може да види своју породицу, такође напушта групу.
Пошто мора да иде на турнеје да би отплатио дуг, бенд ангажује групу студијских музичара и постаје Френки Вали и Фоур Сизннс, а Гаудио сада делује искључиво као текстописац и продуцент. Вали сазнаје од своје сада бивше жене Мери да је његова ћерка Франсин, сада наркоманка, побегла од куће. Вали упознаје своју отуђену ћерку и каје се што јој се није понашао као бољи отац док је одрастала. Он такође организује да јој Гаудио понуди часове певања и да јој Кру направи демо.
Неколико година касније, група је коначно исплатила Томијев дуг. Међутим, ово се поклапа са вестима о Франсиној смрти од предозирања дрогом. Френки и Мери тугују за својом ћерком. Гаудио компонује нову нумеру за певање Валија, његову прву као соло извођача. У почетку, Френки оклева, јер је још увек у жалости, али на крају пристаје.
Године 1990. Фоур Сизнс ће ускоро бити уврштени у Рокенрол Кућу славних . Бенд изводи њихов први заједнички наступ после више од двадесет година. Музика бледи док се четворица мушкараца наизменично обраћају публици. Томи, у ироничном заокрету, сада ради за Џоа Пешија, који је постао глумац који је освојио Оскара (његова награђивана улога била је измишљени приказ још једног гангстера из стварног живота названог по Томију Девиту). Ник тврди да не жали што је напустио групу, уживајући у времену које проводи са својом породицом. Френки је и даље на турнеји кроз соло каријеру, али жуди за данима у којима је наступао са осталима. Боб се повукао у Нешвил. Френки наводи да је најбоље време које је провео током времена са Фоур Сизнс било пре њиховог успеха, „али четири момка под уличном лампом, када је све још било испред нас“.

## Улоге
| Глумац           | Улога       |
| ---------------- | ----------- |
| Џон Лојд Јанг    | Френки Вали |
| Ерик Берген      | Боб Гаудио  |
| Мајкл Ломенда    | Ник Маси    |
| Винсент Пијаца   | Томи Девито |
| Кристофер Вокен  | Гип Декарло |
| Мајк Дојл        | Боб Кру     |
| Џој Русо         | Џо Пеши     |
| Франческа Иствуд | конобарица  |

## Продукција
Године 2010. ГК Филмс је стекао права да продуцира филмску адаптацију мјузикла, а Брикмен и Елис су написали сценарио за филм.   До августа 2012, Џон Фавро је био ангажован за режију и кастинг је почео. 
Међутим, у новембру 2012. објављено је да је Варнер Брос. преокренуо филм;   Упркос томе, у мају 2013, Френки Вали је приметио да је продукција још увек у току.  До тог јуна Иствуд је постао везан за пројекат као редитељ.  Пројекат је уследио три године након објављивања Иствудовог претходног филма, Џеј Едгар, за који Варајети напомиње да је био „његов најдужи јаз између режијских пројеката од 1980. године“.  Иако је Иствуд уживао у сценарију, тражио је да се препише, уз напомену да је верзија „недостајала много ствари“. Ово се сматрало неуобичајеним за Иствуда јер је постао помало познат по томе што је користио прве нацрте као евентуални сценарио.  Трејлер за филм је објављен 17. априла 2014. 
За кастинг, Иствуд је тражио глумце из саме представе, а не више тржишне филмске звезде. Иствуд је приметио да је био под притиском да баци познатије улоге; међутим, он је то одбио, рекавши: "Имате људе који су одиграли 1.200 представа; колико боље можете да познајете лик?".  Филм је снимљен у Лос Анђелесу у Калифорнији, где је потрошио 58,6 милиона долара и добио калифорнијски порески кредит за филм и телевизију. 

## Историјска тачност
Док је Валијева ћерка Франсин на крају умрла од пријављене предозирања дрогом, то се догодило 1980. 
Док су Вали, Гаудио и Девито ухапшени у Охају 1965. године, то се није догодило у Кливленду као што филм сугерише, већ на Државном сајму у Охају у Колумбусу. 
Неки од детаља из филма у вези са Девитовим животом – као што су његова хигијена, инспирација за лик Добрих момака Џоа Пешија по имену Томи Девито и разлог за напуштање Четири годишња доба – били су нетачни.  Сам Девито је изјавио: „Нешто од тога је срање - где пишким у лавабо, и прљаво доње рубље. Вероватно сам био најчистији момак тамо.“  Девито је такође раније тврдио да је у ствари напустио Фоур Сеасонс својом вољом.  Супротно наговештају филма да га је протерала мафија, Девито је за свој одлазак окривио ствари као што су прекомерна путовања и пресвлачење три пута дневно. 

## Пријем

### Критички одговор
На веб локацији агрегатора рецензија Rotten Tomatoes, филм има оцену одобравања од 51% на основу 219 рецензија, са просечном оценом 5,9/10. Консензус критичара сајта гласи: „Момци из Џерсија није ни толико инвентиван ни енергичан колико би могао да буде, али се не може порећи моћно задовољство његових музичких тренутака“.  На Метакритик-у, филм има просечну пондерисану оцену од 54 од 100, на основу 44 критичара, што указује на „мешовите или просечне критике“.  Публика је филму дала просечну оцену „А−“ на скали од А+ до Ф. 
Ричард Ропер је филму дао оцену „Ц+“, наводећи да филм понекад „хвата електрично узбуђење мјузикла, али за сваки велики тренутак постоји 10 минута препирке или размишљања“.  Ендру Баркер из Варајетија сматра да „Кристофер Вокен ствара већину смеха у филму једноставном врлином тога што је Кристофер Вокен, али његов мршави дон вришти за већим, ширим перформансом“. 
У интервјуу за Вашингтон пост из 2021. године, Френки Вали је открио своја размишљања о филму, рекавши да „Мислим да није правилно постављен и не мислим да је урађен како треба. Цела целина није састављена како треба. Мислим да је Клинт Иствуд одличан редитељ и глумац. Мислим да ово није било право за њега.“ 

### Благајна
Момци из Џерсија је зарадио 47 милиона долара у Северној Америци и 20,6 милиона долара на другим територијама за укупно 67,6 милиона долара широм света. 
Филм је зарадио 4,6 милиона долара на дан премијере, скоро 8 милиона долара мање од колеге новајлије Размишљај као мушкарац.  У првом викенду, филм је зарадио 13,3 милиона долара, завршио је на четвртом месту на благајнама. 